# FURPS
FURPS es un acrónimo en inglés de un conjunto de elementos empleados para clasificar los atributos de calidad del software (requisitos funcionales y no funcionales):
- Funcionalidad (Functionality): capacidad (tamaño y generalidad del conjunto de funciones), reutilización (compatibilidad, interoperabilidad, portabilidad), seguridad (seguridad y explotabilidad)
- Usabilidad (Usability) o facilidad de uso: factores humanos, estética, coherencia, documentación, capacidad de respuesta
- Fiabilidad (Reliability): disponibilidad (frecuencia de fallos (robustez/durabilidad/resiliencia), extensión y duración del fallo (recuperabilidad/supervivencia)), previsibilidad (estabilidad), precisión (frecuencia/gravedad del error)
- Rendimiento (Performance): velocidad, eficiencia, consumo de recursos (energía, memoria RAM, caché, etc.) ), rendimiento, capacidad, escalabilidad
- Mantenibilidad (Supportability) (capacidad de servicio, capacidad de mantenimiento, sostenibilidad, velocidad de reparación): capacidad de prueba, flexibilidad (capacidad de ser modificado, configurabilidad, adaptabilidad, extensibilidad, modularidad), capacidad de se instalado, capacidad de ser configurado de acuerdo a la ubicación.

El modelo fue desarrollado en Hewlett-Packard por Grady y Caswell. El + se añadió posteriormente para ampliar el acrónimo y enfatizar varios atributos.

## Otras lecturas
- Watson, Mike (2006). Managing Smaller Projects: A Practical Approach. Multi-Media Publications Inc. pp. 117 ff. ISBN 978-1-895186-85-7.
- Kenett, Ron; Baker, Emanuel (1999). Software Process Quality: Management and Control. CRC Press. pp. 130 ff. ISBN 978-0-8247-1733-9.
- Nakajo, Takeshi; Sasabuchi, Katsuhiko; Akiyama, Tadashi (April 1989). «A Structured Approach to Software Defect Analysis». Hewlett-Packard Journal (Palo Alto: Hewlett-Packard Co.) 40 (2): 50-56. Archivado desde el original el 13 de marzo de 2023. Consultado el 29 de agosto de 2023.
- Fischer, William A., Jr.; Jost, James W. (April 1989). «Comparing structured and unstructured methodologies in firmware development». Hewlett-Packard Journal (Palo Alto: Hewlett-Packard Co.) 40 (2): 80-85. Archivado desde el original el 13 de marzo de 2023. Consultado el 29 de agosto de 2023.
- Grady, Robert; Caswell, Deborah (1987). Software Metrics: Establishing a Company-wide Program. Prentice Hall. pp. 159. ISBN 0-13-821844-7.
- Carter, Donald; Stilwell Baker, Barbara (1992). Concurrent Engineering, The Product Development Environment for the 1990s. Addision-Wesley. pp. 175. ISBN 0-201-56349-5.

- Furps+ en IBM

- Datos: Q1389848